# Saint-Just-le-Martel
Saint-Just-le-Martel è un comune francese di 2 502 abitanti situato nel dipartimento dell'Alta Vienne nella regione della Nuova Aquitania.

## Società

### Evoluzione demografica
Abitanti censiti